# Стэнфорд, Аарон
Аа́рон Стэ́нфорд (англ. Aaron Stanford) — американский киноактёр.

## Карьера
Аарон Стэнфорд начал актёрскую карьеру в начале 2000-х годов. В 2002 году вышли в прокат сразу три фильма с его участием: «Голливудский финал», «25-й час» и «Ловелас». За главную роль в последнем Стэнфорд был номинирован на получение кинонаграды «Спутник» в категории «Лучший актёр в кинофильме».
В 2003 году Аарон Стэнфорд исполнил роль злодея Пиро в фильме «Люди Икс 2» (сиквеле фильма «Люди Икс»), а в 2006 году он вернулся к этой роли в третьем фильме о людях-мутантах. В этом же году вышли на экраны ещё два фильма с участием Стэнфорда: «У холмов есть глаза» (ремейк одноимённого фильма 1977 года) и комедия «Живи свободным или умри».
В 2010-х годах Стэнфорд исполнил роли первого плана в американских телесериалах «Никита» (2010—2013) и «12 обезьян» (с 2015).
В 2024 году вышел фильм «Дэдпул и Росомаха» Кинематографической вселенной Marvel, в котором актёр вернулся к роли Пиро.
У Аарона есть брат, Дэвид Стэнфорд, музыкант.

## Избранная фильмография
| Год       |   | Русское название                       | Оригинальное название                  | Роль                      |
| --------- | - | -------------------------------------- | -------------------------------------- | ------------------------- |
| 2000      | ф | Ловелас                                | Tadpole                                | Оскар                     |
| 2001—2002 | с | Третья смена                           | Third Watch                            | Сергей (в неск. эпизодах) |
| 2002      | ф | Голливудский финал                     | Hollywood Ending                       | актёр                     |
| 2002      | ф | 25-й час                               | 25th Hour                              | Маркус                    |
| 2003      | ф | Люди Икс 2                             | X2                                     | Джон Аллердайс / Пиро     |
| 2003      | ф | Несчастья Рика                         | Rick                                   | Дак                       |
| 2004      | ф | Зимнее солнцестояние                   | Winter Solstice                        | Гейб Уинтерс              |
| 2004      | ф | Спартанец                              | Spartan                                | Майкл Блэйк               |
| 2005      | ф | Побег                                  | Runaway                                | Майкл Адлер               |
| 2005      | ф | Без оглядки                            | Standing Still                         | Рич                       |
| 2006      | ф | У холмов есть глаза                    | The Hills Have Eyes                    | Дуг Буковски              |
| 2006      | ф | Живи свободно или умри                 | Live Free or Die                       | Джон Радгейт              |
| 2006      | ф | Люди Икс: Последняя битва              | X-Men: The Last Stand                  | Джон Аллердайс / Пиро     |
| 2007      | с | 4исла                                  | Numb3rs                                | Бретт Чэндлер (эпизод)    |
| 2007      | ф | Хлопья                                 | Flakes                                 | Нил Доунс                 |
| 2007      | ф | Сладкая полночь                        | The Cake Eaters                        | Дуайт Кимбро              |
| 2007      | с | Пропавший                              | Traveler                               | Уилл Трэвелер             |
| 2007—2015 | с | Безумцы                                | Mad Men                                | Horace Cook, Jr. (эпизод) |
| 2008—2009 | с | Страх как он есть                      | Fear Itself                            | Стефан (эпизод)           |
| 2009      | с | Закон и порядок: Преступное намерение  | Law & Order: Criminal Intent           | Джош Сноу (эпизод)        |
| 2010—2013 | с | Никита                                 | Nikita                                 | Сеймур Биркофф            |
| 2015—2018 | с | 12 обезьян                             | 12 Monkeys                             | Джеймс Коул               |
| 2016      | ф | Мы забыли больше, чем когда-либо знали | We’ve Forgotten More Than We Ever Knew | Даниэль                   |
| 2017      | ф | Далёкий свидетель                      | Furthest Witness                       | Кайл Брэддок              |
| 2017      | ф | Клинический случай                     | Clinical                               | Майлз Ричардсон           |
| 2020      | ф | Наездница                              | Horse Girl                             | Гадес                     |
| 2023      | ф | Крупный улов                           | Finestkind                             | Скимо                     |
| 2024      | ф | Дэдпул и Росомаха                      | Deadpool & Wolverine                   | Джон Аллердайс / Пиро     |